# Latino Galasso
Latino Galasso (født 25. august 1898 i Zadar, død 29. juli 1949 i Trento) var en italiensk roer, som deltog i OL 1924 i Paris.
Galasso var med på den italienske otter ved OL 1924. Italienerne vandt deres indledende heat, hvorpå de i finalen kom på en tredjeplads slået af USA og Canada, der vandt henholdsvis guld og sølv. De øvrige medlemmer af den italienske båd var brødrene Ante, Frane og Šimun Katalinić, samt Carlo Toniatti, Giuseppe Crivelli, Petar Ivanov, Bruno Sorić og styrmand Viktor Ljubić.
Galasso vandt desuden en EM-sølvmedalje i otter ved EM 1922 i Barcelona, og året efter vandt han EM-guld i samme disciplin i Como.

## OL-medaljer
- 1924:  Bronze i otter